# Linum lasiocarpum
Linum lasiocarpum är en linväxtart som beskrevs av Joseph Nelson Rose. Linum lasiocarpum ingår i släktet linsläktet, och familjen linväxter. Inga underarter finns listade i Catalogue of Life.